# کارلو مونی
کارلو مونی (ایتالیایی: Carlo Monni؛ ‏ ۲۳ اکتبر ۱۹۴۳ – ۱۹ مهٔ ۲۰۱۳) بازیگر اهل ایتالیا بود.
از فیلم‌هایی که وی در آن نقش داشته‌است، می‌توان به معجزه ایتالیایی، کازابلانکا، کازابلانکا، نه ممنون، قهوه مرا عصبی می‌کند، راهنمای عشق ۳، به خانه برگرد گُری، به خانه خوش آمدی گُری، بهیار، جنایت‌های شخصی،  قتل در گورستان اتروسک و اسنک بار بوداپست اشاره کرد.